# Синагога (Шаргород)
Синагога в Шаргороді — побудована у 1589 р., архітектурна пам'ятка України.

## Історія
Мурована з каменю синагога фортечного типу входила до оборонних споруд міста. Побудована на південно-східній його околиці неподалік злиття річки Ковбасної з річкою Мурашкою, синагога була не тільки домінантою місцевої єврейської громади для спільних молитов та богословських занять, але й фортецею, що рятувала від нападів турків й татар, погромів, що чинили козаки.
Збудована за канонами фортифікаційної архітектури, ця споруда мала товсті, до 2 м, кам'яні стіни, патрульно-бойовий обхід по периметру даху, рубежі з бійницями, місткі підвали з таємними підземними шляхами-сполуками та виходами на поверхню, а також кімнати для приходьків, утримання в'язнів тощо. Зокрема, синагога витримала напад козаків Северина Наливайка у 1595 р.
У 1672—1699 рр. за часів турецького панування на Поділлі, використовувалась як мечеть. Потім, після повернення краю до Річі Посполитої, а згодом й у складі Російської імперії — знову як синагога. Була закрита більшовиками у 30-х роках ХХ століття і передана як один із цехів сокоморсовому заводу. Нині її повернули юдейській релігійній громаді Шаргорода.

## Архітектура
Внаслідок перебудов під різними архітектурними впливами синагога зрештою поєднує традиційний мавританський стиль та виразні ренесансно-барокові форми (маньєризм).

| «Міцні стіни, гінкий ренесансний аттик з мальовничими зубчиками і маленькими орнаментальними баштами по кутах, обрідні прорубані великі вікна надають синагозі самобутній вигляд .»[3] |

В її аттиках північного фасаду до сьогодні збереглися бійниці для ведення обстрілів угорі. Початково об'єм синагоги складався з квадратної зали для моління, що була оточена з північної, західної і південної сторін одноповерховими прибудовами. Прируб з півдня втрачено (на його місті зведено сучасну будівлю). Споруда ґрунтовно реконструйована на початку XVIII ст., із закінченням турецького панування, щоб позбутися аналогій з мечеттю. Тоді був зведений другий поверх західної прибудови, де розташовувалась дерев'яна галерея для жінок (не збереглась). Відтоді дещо змінилися пропорції головного об'єму будівлі.

У 1893 р. проведено чергову реконструкцію — нове оздоблення гребенів і кутових маленьких башт на даху, прорубано у центрі фасаду новий головний вхід, що використовується донині.

За радянську добу на центральній частині аттика західного фасаду вже сокоморсного на той час цеху було розміщено п'ятипроменеву зірку замість скрижалей Заповіту із зображенням двоголового орла та шестикутним щитом Давида. Зараз цей абрис знову вільний.

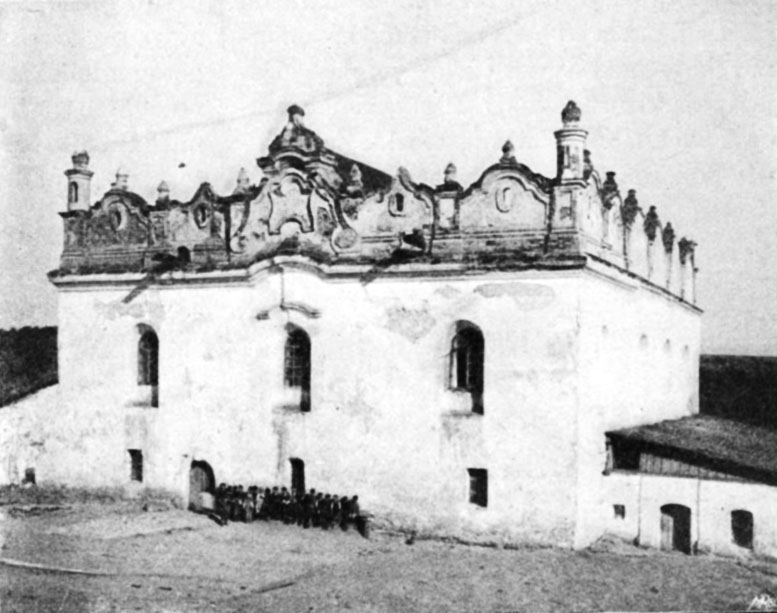
Синагога на рубежі XIX—XX століть. Автор фото: Зигмунт Глогер

## Інтер'єр
| «Синагога в Шаргороді (1589 р.) має великий (близько 15х15) молитовний зал, перекритий дев’ятьма квадратними в плані зімкненими склепіннями на попружних арках, що спираються на восьмигранні стовпи й товсті стіни. Рівні фасадні площини з арковими вікнами завершені карнизом, над яким встановлено аттик хвилястого абрису, складеного з окремих ланок – забраних у стовпчики криволінійних щитів і наріжних циліндричних веж. Вісь головного входу на рівні аттика підкреслена масивнішим і вищим двоярусним щитом, оздобленим волютами.[4] |

Композиція молитовної зали близька до центричної з амвоном-бимой («бима» — стіл або тумба, що стоїть посередині молитовної зали, на який кладуть свиток під час читання) посередині. Молитовна зала організована відповідно до традицій середини XVI ст. — биму оточують чотири зближених до центру стовпа, на яких за допомогою системи арок спираються дев'ять хрестових зводів. Дев'яти сполучених один з іншим внутрішнім обсягам молитовної зали відповідають великі вікна — по три на кожному фасаді. У прибудові до основної будівлі знаходилася школа-хедер.
Бима з різними дерев'яними бильцями була розібрана при переплануванні синагоги у заводській цех. Не вціліли й внутрішні арки склепінь, що тримались на восьмигранних колонах.
З того, що збереглось з внутрішнього оздоблення після повернення синагоги юдейській громаді:
- частково конструкція арон-кодеша, стінного вівтаря-шафи для зберігання сувоїв тори;
- дві його прямокутні ніші (одна над одною), прикрашені по обох боках пілястрами;
- над місцем, де знаходилась бима, — баня із золотавими спіральними декоративними тяглами, що по блакитному полю тяжіють до центру бані;
- на стовпах і пілястрах в центрі зали — фрагменти декоративної ліпнини і псевдокласичного стилю капітелі.[5]

## Туристичний аспект
У 2007 р. Шаргородський історико-культурний центр духовності та злагоди (Костел святого Флоріана XVI cт., Свято-Миколаївський чоловічий монастир XVIII—XIX ст., синагога XVI ст.) був визначений серед переможців обласного конкурсу «Сім чудес Вінниччини».